# BAFTA (премия, 1952)
5-я церемония вручения наград премии BAFTA

Лондон, Англия
Лучший фильм:

Карусель

La Ronde
Лучший британский фильм: 

Банда с Лавендер Хилл

The Lavender Hill Mob
< 4-я Церемонии вручения 6-я >
5-я церемония вручения наград премии BAFTA за заслуги в области кинематографа за 1951 год состоялась в Лондоне в 1952 году.
Награды были вручены в пяти номинациях. Из фильмов, представленных в категории «Лучший фильм», были шесть картин из США («Американец в Париже», «Детективная история», «Четырнадцать часов», «Алый знак доблести», «Прогулка под солнцем» и «Звук ярости»), две из Франции («Карусель» и «Эдуард и Каролина»), по одной из Италии («Августовское воскресенье») и Швеции («Фрёкен Юлия») и восемь из Великобритании, которые также были заявлены в категории «Лучший британский фильм».
Ниже приведён полный список победителей и номинантов премии с указанием имён режиссёров, а также оригинальных и русскоязычных названий фильмов. Названия фильмов и имена режиссёров, победивших в данной категории, выделены жирным шрифтом и отдельным цветом.
| Категория                                       | Фильм — русскоязычное название | Фильм — оригинальное название | Режиссёр                |
| ----------------------------------------------- | ------------------------------ | ----------------------------- | ----------------------- |
| Лучший фильм                                    | • «Карусель»                   | La Ronde                      | Макс Офюльс             |
| Лучший фильм                                    | • «Августовское воскресенье»   | Domenica d’agosto             | Лучано Эммер            |
| Лучший фильм                                    | • «Алый знак доблести»         | The Red Badge of Courage      | Джон Хьюстон            |
| Лучший фильм                                    | • «Американец в Париже»        | An American In Paris          | Винсент Миннелли        |
| Лучший фильм                                    | • «Банда с Лавендер Хилл»      | The Lavender Hill Mob         | Чарльз Крайтон          |
| Лучший фильм                                    | • «Белые коридоры»             | White Corridors               | Пэт Джексон             |
| Лучший фильм                                    | • «Версия Браунинга»           | The Browning Version          | Энтони Асквит           |
| Лучший фильм                                    | • «Волшебный сад»              | The Magic Garden              | Дональд Суонсон         |
| Лучший фильм                                    | • «Волшебный ящик»             | The Magic Box                 | Джон Боултинг           |
| Лучший фильм                                    | • «Детективная история»        | Detective Story               | Уильям Уайлер           |
| Лучший фильм                                    | • «Звук ярости»                | The Sound of Fury             | Сай Эндфилд             |
| Лучший фильм                                    | • «Маленькое чудо»             | The Small Miracle             | Морис Клош, Ральф Смарт |
| Лучший фильм                                    | • «Не место для отдыха»        | No Resting Place              | Пол Рота                |
| Лучший фильм                                    | • «Прогулка под солнцем»       | A Walk in the Sun             | Льюис Майлстоун         |
| Лучший фильм                                    | • «Фрёкен Юлия»                | Fröken Julie                  | Альф Шёберг             |
| Лучший фильм                                    | • «Человек в белом костюме»    | The Man in the White Suit     | Александр Маккендрик    |
| Лучший фильм                                    | • «Четырнадцать часов»         | Fourteen Hours                | Генри Хэтэуэй           |
| Лучший фильм                                    | • «Эдуард и Каролина»          | Édouard et Caroline           | Жак Беккер              |
| Лучший британский фильм                         | • «Банда с Лавендер Хилл»      | The Lavender Hill Mob         | Чарльз Крайтон          |
| Лучший британский фильм                         | • «Белые коридоры»             | White Corridors               | Пэт Джексон             |
| Лучший британский фильм                         | • «Версия Браунинга»           | The Browning Version          | Энтони Асквит           |
| Лучший британский фильм                         | • «Волшебный сад»              | The Magic Garden              | Дональд Суонсон         |
| Лучший британский фильм                         | • «Волшебный ящик»             | The Magic Box                 | Джон Боултинг           |
| Лучший британский фильм                         | • «Маленькое чудо»             | The Small Miracle             | Морис Клош, Ральф Смарт |
| Лучший британский фильм                         | • «Не место для отдыха»        | No Resting Place              | Пол Рота                |
| Лучший британский фильм                         | • «Человек в белом костюме»    | The Man in the White Suit     | Александр Маккендрик    |
| Лучший документальный фильм                     | • —                            | In Beaver Valley              | Джеймс Алгар            |
| Лучший документальный фильм                     | • —                            | Out of True                   | Филип Ликок             |
| Лучший документальный фильм                     | • «Дэвид»                      | David                         | Пол Диксон              |
| Лучший документальный фильм                     | • «Семейный портрет»           | Family Portrait               | Хамфри Дженнингс        |
| Лучший документальный фильм                     | • «Пикассо в работе»           | Bezoek aan Picasso            | Пауль Хэзертс           |
| Лучший документальный фильм                     | • —                            | A Family Affair               | —                       |
| Лучший документальный фильм                     | • —                            | Oil for the Twentieth Century | —                       |
| Специальная награда Special Award               | • «Джеральд Макбоинг-Боинг»    | Gerald McBoing-Boing          | Роберт Кэннон           |
| Специальная награда Special Award               | • «День матери»                | Mother’s Day                  | Джеймс Бротон           |
| Специальная награда Special Award               | • —                            | Enterprise                    | —                       |
| Специальная награда Special Award               | • —                            | Henry Moore                   | —                       |
| Специальная награда Special Award               | • —                            | The Diesel Story              | —                       |
| Специальная награда Special Award               | • —                            | We’ve Come a Long Way         | —                       |
| Специальная награда Special Award               | • —                            | The Isle of Man TT 1950       | —                       |
| Награда объединённых наций United Nations Award | • «Четверо в джипе»            | Die Vier im Jeep              | Леопольд Линдберг       |
| Награда объединённых наций United Nations Award | • «Звук ярости»                | The Sound of Fury             | Сай Эндфилд             |
| Награда объединённых наций United Nations Award | • —                            | Power for All                 | Энтони Скуайр           |
| Награда объединённых наций United Nations Award | • —                            | The Good Life                 | —                       |
| Награда объединённых наций United Nations Award | • —                            | A Family Affair               | —                       |